# اوربان سوم

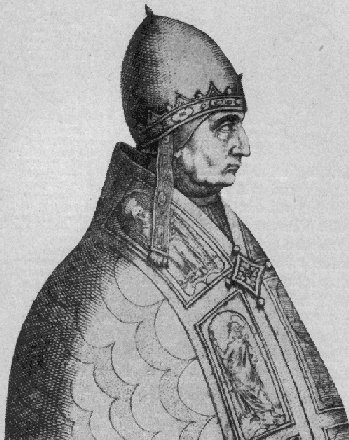
پاپ اوربان سوم

پاپ اوربان سوم (به انگلیسی: Urban III) یکی از پاپ‌های کلیسای کاتولیک رم بود که در میلان به دنیا آمد و از ۱۱۸۵ تا ۱۱۸۷ میلادی پاپ بود.